# Kropotkinskaja
Kropotkinskaja (ros. Кропоткинская, Kropotkinska) – stacja metra w Moskwie, na linii Sokolniczeskiej. Stacja została otwarta 15 maja 1935. Jej pierwotna nazwa, do 8 października 1957, brzmiała Dworiec Sowietow (Pałac Rad, od gigantycznego pałacu – centrum administracyjnego, który miał być wybudowany w jej pobliżu, jednak plany te pokrzyżowała  wojna). Obecną nazwę stacja nosi na cześć Piotra Kropotkina – rosyjskiego anarchisty.